# Deutsches Requiem
Deutsches Requiem (en español: "Réquiem alemán") es un cuento del escritor argentino Jorge Luis Borges. Fue publicado originariamente en la revista Sur en el año 1946 y posteriormente sería incluido en el libro El Aleph. Es, junto con "El milagro secreto", una de las dos obras ficcionales de Borges sobre el nazismo.
Se narra la historia de Otto Dietrich zur Linde, ex subdirector de un campo de concentración, que ha sido condenado a muerte por sus delitos. 
El cuento destaca por su único estilo narrativo y ser pionero en la literatura ficcional sobre el Holocausto.

## Argumento
Teniendo lugar inmediatamente después de la Segunda Guerra Mundial, la historia es relatada desde la perspectiva del protagonista llamado Otto Dietrich zur Linde, miembro de la  aristocracia de Prusia. Luego de narrar el pasado bélico de su familia, el protagonista dice que habrá de ser ejecutado por asesino y torturador. Durante el juicio no se ha defendido, considera que el tribunal ha actuado rectamente y se ha declarado culpable. Esperando su fusilamiento el día siguiente, el protagonista relata su historia, pero no para exculparse sino para ser comprendido.
Dice que nació en Marienburgo en 1908. Sus pasiones son la música, la metafísica y la poesía. Pierde la fe en el cristianismo después de leer los escritos de Schopenhauer. Más tarde se interesa por la filosofía de Nietzsche y Spengler.
En 1929 Zur Linde se afilia al Partido Nazi. A pesar de que sus compañeros del Partido le resultan odiosos, considera que el fin avizorado trasciende a los individuos. El fin de Zur Linde es la guerra.
El 1 de marzo de 1939 el protagonista dice ser herido en una pierna cuando se encontraba en Tilsit (Prusia Oriental). Tras la amputación del miembro, pasa la convalecencia en un hospital en Bohemia. Su forzada inactividad le lleva a diversas reflexiones sobre la filosofía de Schopenhauer. En tal situación Zur Linde busca el sentido de su mutilación y lo encuentra en la perseverancia, ya que morir en una guerra o por una religión es más fácil que vivirlas con plenitud. Ello explica su actividad posterior.
El 7 de febrero de 1941, Zur Linde es nombrado subdirector del campo de concentración de la localidad de Tarnowitz. Sus deberes no le resultan gratos, pero los cumple meticulosamente, mientras ve al nazismo como una mutación, un despojarse del hombre viejo para investir al nuevo. Un acto necesario en ese proceso es el abandono de toda piedad hacia los humanos. En la persona del poeta judío David Jerusalem, apresado en el campo, Zur Linde aprecia la última prueba a su postura férrea y carente de cualquier compasión. Zur Linde tortura a Jerusalem, éste enloquece y se suicida. La fecha de su muerte resulta la misma de cuando unos años antes el oficial nazi había sido herido en Tilsit; así, Zur Linde expresa haber sido implacable, porque vio en Jerusalem un símbolo de una detestada región de su propia alma.
El protagonista expresa que durante el otoño de 1942, su hermano Friedrich muere en acción en la Segunda batalla de El Alamein. Poco después, alude a que bombardeos aliados destruyen su casa y su laboratorio.
Encarando la derrota del Tercer Reich, comprueba que ella le satisface. Analizando ese sentimiento, Zur Linde especula sobre sus posibles causas, y las encuentra en una continuidad secreta, en una necesidad histórica de eliminar el judaísmo y el cristianismo. Para el protagonista, el deseado futuro es la violencia, lo cual implica la destrucción de muchas cosas, admitiendo que una de ellas sea Alemania; sobre ello Zur Linde pide "que rija la violencia, no las serviles timideces cristianas" y antes de concluir resume su credo en la frase "que el cielo exista, aunque nuestro lugar sea el infierno".

## Interpretación

### Título
El nombre del cuento refiere a Ein deutsches Requiem, un oratorio de Johannes Brahms. Si bien en la liturgia romana el réquiem es la misa de difuntos, Brahms no concibió su obra como ceremonia funeraria, sino que, siguiendo la tradición luterana, empleó textos del Antiguo y Nuevo Testamento que resaltan la función consoladora de la música. Zur Linde nombrará luego a Brahms como uno de sus bienhechores, habla de "la infinita variedad de su mundo" y "se detiene maravillado, trémulo de ternura y de gratitud" ante su obra. Como contrapartida de los "felices" Shakespeare y Brahms se caracterizará como "abominable". Como en el caso del epígrafe, Borges nos mantiene en duda sobre la autoría del título, lo que dificulta la interpretación. Sea como fuere, y tal vez sea ello una contradicción en la actitud de Zur Linde, no se interesa ni por Wagner, con su marcado antisemitismo, ni  por Liszt, de cuya obra abusaron los nazis.

### Epígrafe
Adam Elbanowski señala que Borges reduce frecuentemente el epígrafe a unas pocas palabras. Tal es el caso en "Deutsches Requiem", donde se nos remite a Job 13:15: "Aunque Él me quitare la vida, en Él confiaré" sin completar el versículo "...pero defenderé mis caminos delante de Él"  Suponiendo que zur Linde sea el autor del epígrafe, cabe inferir que establece una relación entre su destino y el de Job, entre su sacrificio y el bíblico. Ambos pierden su salud, su familia y sus bienes; pero defienden su conducta más allá de los acontecimientos adversos. Su objetivo es similar: encontrar sentido al sufrimiento. Zur Linde busca, a partir de su reflexión autobiográfica, "darle a la muerte un significado trascendental". En ambos casos nos vemos confrontados con una creencia indestructible que lleva a sus figuras a escribir una apología que esclarezca sus actos.

### Trama
Borges declaró en 1968, en conversaciones con Richard Burgin, que su propósito había sido retratar un "nazi ideal" o la "idea platónica de un nazi" 
Zur Linde es un lector, su entrada al partido es producto de una evolución intelectual que lo ha llevado a renunciar a los ideales cristianos e interesarse por la filosofía de Schopenhauer, Nietzsche y Spengler. De Schopenhauer adopta la crítica al cristianismo y el fatalismo, de Nietzsche el concepto del "superhombre" y el desprecio por la compasión; de Spengler, finalmente, la idea de los judíos como un elemento extraño, que descompone y destruye la sociedad. Así como Schopenhauer negó que hubiera una ciencia general de la historia y la definió como "el relato insignificante del interminable, pesado y deshilvanado sueño de la humanidad", Spengler, por su parte, "propendió al edificio dialéctico, siempre infundado, pero grandioso". Si bien criticable, Spengler es el punto de inflexión para zur Linde, del cual adopta el punto de vista radicalmente alemán y militarista.
Su etapa de "aprendizaje" en el partido y sus actividades posteriores, que podrían haber colmado sus expectativas de proseguir con la tradición guerrera de su familia y demostrar su valentía en el combate, se van truncadas por el episodio en Tilsit, donde es herido de gravedad. Zur Linde procesa la contingencia de su laceración y la consecuente invalidez, así como la incertidumbre sobre el futuro, transponiéndolas al marco de la necesidad y lo inevitable. Lo fortuito e indeterminado de su vida lo transforma en un destino, por ello su frase "No hay consuelo más hábil que el pensamiento de que hemos elegido nuestras desdichas". Renunciando a una individualidad que rechaza y a una corporeidad que le repugna -tal vez simbolizada en el gato enorme y fofo- se despersonaliza y sublima en el automatismo del deber y la disciplina. Su actividad en el campo de concentración es el producto de una nueva orientación: no pudiendo alcanzar la gloria en el campo de batalla, esa actividad efímera, alcanzará su objetivo en la dedicación cotidiana: matando y torturando prisioneros. No pudiendo ser mártir, elige ser Raskolnikov.
Sus convicciones se ven puestas a prueba cuando llega el poeta judío David Jerusalem. Zur Linde lo caracteriza como "perseguido, negado, vituperado, había consagrado su genio a cantar la felicidad. El narrador conoce y admira su obra, si bien nos informa que Jerusalem pertenecía "a los depravados y aborrecidos Ashkenazim". Esa caracterización da la pauta de la evolución ideológica del narrador: los individuos sólo cuentan en la medida en que pertenecen, o no, a un grupo. A pesar, o justamente por ello, lo destruye, ya que "la piedad por el hombre superior es el último pecado de Zarathustra" La frase de Zur Linde "Yo agonicé con él, yo morí con el, yo de algún modo me he perdido con él" da cuenta de un proceso autodestructivo a nivel individual que tiene su equivalente en la destrucción de Alemania. En aras de edificar el futuro se debe destruir el antiguo orden. De forma consecuente habla el narrador de la "guerra feliz, de "forjar un pueblo que destruyera para siempre la Biblia", de la violencia y la "fe de la espada", de un "don... orbicular y perfecto. Borges dijo con respecto al nazismo:  "Para los europeos y americanos, hay un orden –un solo orden– posible: el que antes llevó el nombre de Roma y que ahora es la cultura del Occidente. Ser nazi (jugar a la barbarie enérgica...) es, a la larga, una imposibilidad mental y moral. El nazismo adolece de irrealidad, como los infiernos de Erígena. Es inhabitable; los hombres sólo pueden morir por él, mentir por él, matar y ensangrentar por él. Nadie, en la soledad central de su yo, puede anhelar que triunfe."